# Razón vital
La razón vital es un modelo de razón propuesto por José Ortega y Gasset como superación de la razón pura que se había impuesto durante la Edad Moderna, y que, aunque permitía el avance de las ciencias naturales, no lo hacía así con las ciencias humanas, porque era insuficiente para aprender la vida. Se ha señalado que esta doctrina sería una de las contribuciones más importantes de Ortega y Gasset a la filosofía contemporánea.
El pensamiento de Ortega y Gasset pasó por varias etapas hasta llegar a la razón vital:
- La primera etapa se caracterizó por la formación kantiana la cual se fundamentó en el subjetivismo idealista.
- La segunda etapa se caracterizó por el realismo sin dejarse arrastrar por él.
- La tercera etapa se caracterizó por la metafísica. Es esta última etapa la que conduce a Ortega y Gasset a la razón vital.

El punto de partida de la filosofía de Ortega y Gasset fue el descubrimiento de la vida como realidad radical, es decir, vivir es el cogito de su racionalismo, de ahí, el concepto de “razón vital”. La razón vital es el instrumento con el que superar la subjetividad europea y el realismo ingenuo. Por ende, la persona se constituye en ser por esta misma subjetividad. Para él no hay prioridad del individuo sobre la realidad, sino una interrelación del hombre con la realidad, esto quiere decir que no existe un “yo” separado del mundo real. Con esta visión Ortega y Gasset se coloca entre el idealismo y el realismo: ni prioridad del yo ni prioridad de las cosas; prioridad de la vida. En definitiva, ni  las cosas solas ni el “yo” solo, sino el quehacer del “yo” con las cosas, o sea la vida. En dos momentos se puede compendiar la concepción orteguiana de la vida humana:
Vida individual
Cada hombre tiene que decidir en cada instante lo que va hacer, lo que va a ser en el siguiente. Esta decisión es intransferible: nadie puede sustituirme en la faena de decidirme, de decidir mi vida. Lo decisivo, pues, en el hombre es ese proyecto vital de las cosas que rodean como posibilidades.
Entonces la vida es, por tanto, el órgano mismo de la comprensión; y por esto se puede  decir que la razón es la vida humana.  
Vida social
La razón vital se vuelve historia porque el hombre mismo es histórico, pues lo que el hombre ha sido constituye el componente esencial de lo que es y por lo mismo de lo que será.
Por esto la vida humana tiene una dimensión social porque hombre interactúa con otros hombres, esto le da un carácter social, que forman mis circunstancias, como un ingrediente mío, pues vivir es convivir, de tal forma que en mi vida individual se da el hecho radical de la convivencia.